# Cyclomobile Manufacturing Company
Cyclomobile Manufacturing Company war ein US-amerikanischer Hersteller von Automobilen.

## Unternehmensgeschichte
Charles D. Hamel gründete 1920 das Unternehmen in Toledo in Ohio. Er begann mit der Produktion von Automobilen. Der Markenname lautete Cyclomobile. 1921 endete die Produktion. Im ersten Jahr waren 206 Fahrzeuge entstanden und im zweiten Jahr 181.
Manexall war eine zweite Marke des Unternehmens von 1920. Dies war die Kurzform von Manufacturers’ & Exporters’ Alliance, Inc. aus New York City, der Vertriebsgesellschaft von Cyclomobile.
Im Februar 1922 kam es zu einer Zusammenarbeit mit Automotive Corporation aus Toledo.

## Fahrzeuge
Die Fahrzeuge waren ähnlich wie Cyclecars aufgebaut, obwohl deren Boom in den USA schon 1914 vorüber war. Ein luftgekühlter V2-Motor von der Spacke Machine & Tool Company mit 13 PS Leistung trieb über ein Friktionsgetriebe und eine Kette die Hinterachse an. Der an der Fahrzeugfront angebrachte Benzintank sah wie ein Kühlergrill aus.
Die erste Ausführung war ein Einsitzer. Er hatte 91 cm Spurweite.
Ein Zweisitzer mit 112 cm Spurweite folgte. Auf diesem Fahrgestell gab es auch leichte Lieferwagen.
Die Fahrzeuge der Marke Manexall hatten einen längeren Radstand.